# 大炊御門信子
大炊御門 信子（おおいのみかど のぶこ、応永18年（1411年） - 長享2年4月28日（1488年6月8日））は、後花園天皇の下臈。女院号は嘉楽門院（からくもんいん）。右馬助藤原孝長女で大炊御門信宗の猶子。子に後土御門天皇・観心女王。

## 生涯
初め、非参議和気郷成の猶子となり、郷子と呼ばれる。その後、和気保家（郷成の子）の猶子となる。後花園天皇の寵愛を受けて宮中に召され、大炊御門信宗の猶子となって宮中に上がり「伊与」と号した。嘉吉2年（1441年）に儲君成仁親王（後土御門天皇）を生んだことから、准后とされ居住していた正親町東洞院殿より「東洞院殿」と呼ばれた。後土御門天皇即位後、女院とする話がたびたび上がるが実父の身分の低さが障害となり実現しなかった。文明13年（1481年）に重篤に陥ったことから急遽、7月26日になって嘉楽門院の称号が授けられたが、程なく快方に向かった。ただし、その後も『御湯殿上日記』などには「東洞院殿」という称号は登場しても「女院」の敬称はほとんど用いられていない。78歳で没した。
なお、実父の右馬助藤原孝長を『尊卑分脈』でたどると以下の通り。
藤原冬嗣―藤原長良―藤原清経―藤原元名―藤原文範―藤原為雅―藤原中清―藤原範永―藤原良綱―藤原孝清―藤原孝博―藤原孝定―藤原孝道―藤原孝時―藤原孝頼―藤原孝秀―藤原孝重―藤原孝守―藤原孝継―藤原孝長―信子（後花園天皇下臈）―後土御門天皇

## 参考資料
- 湯川敏治『戦国期公家社会と荘園経済』（続群書類従完成会、2005年） ISBN 978-4-7971-0744-9 P397-398